# Holzing (Gemeinde Bergland)
Holzing ist ein Ort und eine Katastralgemeinde in der Gemeinde Bergland, Niederösterreich.
Holzing liegt nördlich von Wieselburg an der Erlauftal Straße (B25). Die Katastralgemeinde besteht noch aus dem Dorf Königstetten, den Weilern Echling und Reidl, den Rotten Fohra, Oberweinzierlberg, Unterweinzierlberg und Weinzierlberg, der Streusiedlung Pyhra und der Einzellage Berghof.

## Geschichte
Im Franziszeischen Kataster von 1822 ist das Dorf als Haufendorf mit mehreren Gehöften verzeichnet, ebenso wie die anderen Ortslagen der Katastralgemeinde. Laut Adressbuch von Österreich waren im Jahr 1938 in der Ortsgemeinde Holzing drei Landwirte mit Direktvertrieb ansässig.